# Religionssamtal
Religionssamtal (tyska Religionsgespräche, latin colloquia) kallas i kyrkohistorien de teologiska disputationer, vilka, i synnerhet under reformationstiden, föranstaltades av statsmakten för att bilägga lärostrider mellan representanterna för olika religiösa riktningar. Sällan ledde de till det åsyftade resultatet. 
Ett bland de viktigaste religionssamtalen är det, som 1529 hölls i Marburg. Ett annat dylikt samtal hölls på föranstaltande av Karl V i Worms 1540-41 och i Regensburg 1541. 
Religionssamtal hölls också i Poissy 1561 (mot reformationens början i Frankrike), Maulbronn 1564 och 1576 (konkordieformelns förarbeten), Montbéliard (Mömpelgard) 1586 (viktigt i Württembergs historia), Frankenthal 1571 (mot vederdöparna), i Haag 1608, 1609, 1611 (om arminianismen, med Gomarus), Fontainebleau 1600, Leipzig 1631 (fredsförsök mellan reformerta och lutheraner), Thorn 1645 (anordnat i samma syfte av polske konungen Vladislav IV, misslyckat, uppmärksammat i Sverige, början till synkretistiska striden) och Berlin 1662-63.